# Pisocikî, Lohvîțea
Pisocikî (în ucraineană Пісочки) este un sat în comuna Bodakva din raionul Lohvîțea, regiunea Poltava, Ucraina.

## Demografie
Componența lingvistică a localității Pisocikî
     Ucraineană (95,61%)
     Rusă (3,38%)
     Alte limbi (1,02%)
Conform recensământului din 2001, majoritatea populației localității Pisocikî era vorbitoare de ucraineană (95,61%), existând în minoritate și vorbitori de rusă (3,38%).